# Сероцьк (Люблінське воєводство)
Сероцьк (пол. Serock) — село в Польщі, у гміні Фірлей Любартівського повіту Люблінського воєводства.
Населення — 502 особи (2011).
У 1975-1998 роках село належало до Люблінського воєводства.

## Демографія
Демографічна структура станом на 31 березня 2011 року:
|          | Загалом | Допрацездатний вік | Працездатний вік | Постпрацездатний вік |
| -------- | ------- | ------------------ | ---------------- | -------------------- |
| Чоловіки | 228     | 38                 | 163              | 27                   |
| Жінки    | 274     | 57                 | 136              | 81                   |
| Разом    | 502     | 95                 | 299              | 108                  |